# Well-Done
Well-Done è un album collaborativo tra il rapper statunitense Action Bronson e il produttore connazionale Statik Selektah, pubblicato nel 2011.
| Recensione | Giudizio |
| ---------- | -------- |
| AllMusic   | [ 1 ]    |

## Tracce
1. Respect the Mustache – 3:05
2. Time for Some (featuring Lil' Fame) – 4:28
3. Cocoa Butter (featuring Nina Sky) – 4:44
4. White Silk – 2:54
5. Keep Off the Grass – 3:06
6. The Stick Up – 2:59
7. Central Bookings (featuring Meyhem Lauren) – 3:23
8. Cirque du Soleil – 2:05
9. The Rainmaker – 3:17
10. Love Letter – 2:01
11. Not Enough Words – 3:16
12. Terror Death Camp (featuring Meyhem Lauren, Maffew Ragazino & AG da Coroner) – 3:25
13. Miss Fordham Road (86 87 88) – 3:39
14. Cliff Notes – 3:12
15. Bon Voyage – 2:17

## Classifiche settimanali
| Classifica (2011)     | Posizione massima |
| --------------------- | ----------------- |
| US Heatseekers Albums | 13                |